# من عاشق چشمت شدم (آلبوم)
من عاشق چشمت شدم آلبوم استودیویی به آهنگسازی فردین خلعتبری و با صدای علیرضا قربانی است که در سال ۱۳۹۴ منتشر شد.
بیشتر قطعات این آلبوم از موسیقی تیتراژهای تلویزیونی است که علیرضا قربانی و فردین خلعتبری و افشین یداللهی در فاصله سال‌های ۱۳۸۰ تا ۱۳۹۴ تولید و منتشر کرده‌اند.
پنج قطعه این آلبوم از اجرای زنده ارکسترال توسط ارکستر مجلسی ایرانیان به رهبری بردیا کیارس ضبط شده‌است.

## قطعات
| شماره      | نام                                                        | سراینده       | مدت   |
| ---------- | ---------------------------------------------------------- | ------------- | ----- |
| ۱.         | «من عاشق چشمت شدم» (تیتراژ سریال مدار صفر درجه)            | افشین یداللهی | ۰۳:۴۸ |
| ۲.         | «مهتاب تر از باران (اجرای زنده)» (تیتراژ سریال سایه آفتاب) | افشین یداللهی | ۰۳:۰۵ |
| ۳.         | «ای باران» (از سریال مدار صفر درجه)                        | فردین خلعتبری | ۰۵:۴۸ |
| ۴.         | «عقل و جنون (اجرای زنده)» (تیتراژ سریال شب دهم)            | افشین یداللهی | ۰۵:۰۲ |
| ۵.         | «جام عاشقی» (تیتراژ سریال راستش را بگو)                    | فردین خلعتبری | ۰۲:۰۹ |
| ۶.         | «چله عشق (اجرای زنده)»                                     | افشین یداللهی | ۰۶:۲۱ |
| ۷.         | «کنار تو هستم»                                             | افشین یداللهی | ۰۳:۵۵ |
| ۸.         | «ایران (اجرای زنده)»                                       | فردوسی        | ۰۴:۱۴ |
| مجموع مدت: | مجموع مدت:                                                 | مجموع مدت:    | ۳۴:۲۴ |